# Harpactira cafreriana
Harpactira cafreriana är en spindelart som först beskrevs av Charles Athanase Walckenaer 1837.  Harpactira cafreriana ingår i släktet Harpactira och familjen fågelspindlar. Inga underarter finns listade i Catalogue of Life.